# أكمية إصبعية
أكمية إصبعية (الاسم العلمي:Aechmea digitata) هي نوع من النباتات تتبع جنس الأكمية من الفصيلة البروميلية.